# Crime of the Decade
Crime of the Decade là một bộ phim truyền hình Úc năm 1984.